# Великий Алексин
Великий Алексин (укр. Великий Олексин) — село в Шпановской сельской общине Ровненского района Ровненской области Украины.
Население по переписи 2001 года составляло 2798 человек. Почтовый индекс — 35302. Телефонный код — 362. Код КОАТУУ — 5624689502.